# Light as a Feather (serie televisiva)
Light as a Feather è una serie web televisiva, basata sul romanzo Light as a Feather, Stiff as a Board di Zoe Aarsen, trasmessa il 12 ottobre 2018 su Hulu. La serie è stata creata da R. Lee Fleming, Jr. ed è interpretata da Liana Liberato, Haley Ramm, Ajiona Alexus, Brianne Tju, Peyton List, Jordan Rodrigues, Dylan Sprayberry e Brent Rivera. Nel febbraio 2019 è stato annunciato che la serie sarebbe stata rinnovata per una seconda stagione .

## Trama
Cinque ragazze adolescenti iniziano a morire nel modo esatto in cui è stato loro previsto nel corso dell'apparentemente innocente gioco 'Light as a Feather, Stiff as a Board'. Le sopravvissute devono riuscire a scoprire chi è il responsabile di questi delitti prima che sia troppo tardi.

## Cast e personaggi

### Cast principale
- McKenna Brady (stagioni 1-2), interpretata da Liana Liberato.
- Violet Simmons (stagioni 1-2), interpretata da Haley Ramm.
- Candace Preston (stagione 1, guest stagione 2), interpretata da Ajiona Alexus.
- Alex Portnoy (stagioni 1-2), interpretata da Brianne Tju.
- Olivia Richmond (stagione 1, guest stagione 2), interpretata da Peyton List.
- Trey Emory (stagioni 1-2), interpretato da Jordan Rodrigues.
- Henry Richmond (stagioni 1-2), interpretato da Dylan Sprayberry.
- Issac Salcedo (stagioni 1-2), interpretato da Brent Rivera.
- Deb Brady (stagioni 1-2), interpretata da Dorian Brown Pham (stagione 1) e da Robyn Lively (stagione 2).
- Sammi Karras (stagione 2), interpretata da Katelyn Nacon.
- Nadia Abrams (stagione 2), interpretata da Kira Kosarin.
- Ridge Reyes (stagione 2), interpretato da Froy Gutierrez.
- Peri Bordeaux (stagione 2), interpretata da Adriyan Rae.
- Luke Chiba (stagione 2), interpretato da Alex Wassabi.

### Ricorrente
- Jeannie Brady (stagioni 1-2), interpretata da Liana Liberato.
- Noreen Listerman (stagione 1), interpretata da Chachi Gonzales.
- Gloria Preston (stagione 1), interpretata da Shelley Robertson.
- Coach Faholtz (stagione 1), interpretato da Amaris Davidson.
- Mr. Morris (stagione 1), interpretato da Robert Rusler.
- Judith (stagione 1), interpretata da Nancy Linehan Charles.
- Mrs. Regan (stagioni 1-2), interpretata da Timi Prulhiere.
- Nick Portnoy (stagione 1), interpretato da Andrew Tinpo.
- Lena Regan (stagioni 1-2), interpretata da Harley Graham.
- Alan e Alex Stokes (stagione 2)
- April Portnoy (stagioni 2), interpretata da Alisa Allapach.
- Lisa Salcedo (stagioni 2), interpretata da Brooke Star.

### Guest star
- Mrs. Richmond (stagione 1), interpretata da Julia Rose.
- Poliziotto (stagione 1), interpretato da Timothy Davis-Reed.
- Ed Brady (stagioni 1-2), interpretato da John Tague.

## Episodi
| Stagione         | Episodi | Pubblicazione USA | Pubblicazione Italia |
| ---------------- | ------- | ----------------- | -------------------- |
| Prima stagione   | 10      | 2018              | Inedita              |
| Seconda stagione | 16      | 2019              | Inedita              |

## Produzione

### Sviluppo
L'8 ottobre 2017 è stato annunciato che Hulu aveva dato il via alla produzione di una serie composta da dieci episodi. La serie è stata creata da Lee Fleming Jr. e si basa sul libro Light as a Feather, Stiff as a Board di Zoe Aarsen. Fleming Jr. sarà inoltre produttore esecutivo insieme a Jordan Levin, Shelley Zimmerman, Joe Davola e Brett Bouttier, Aron Levitz, Eric Lehrman, Kelsey Grammer, Tom Russo, Brian Sher e Stella Bulochnikov. Kailey Marsh è destinata ad agire come co-produttore esecutivo. Le società di produzione coinvolte nella serie sono la AwesomenessTV, Wattpad e Grammnet Productions. Il 4 giugno 2018, è stato annunciato che Alexis Ostrander avrebbe diretto i primi due episodi e che sarebbe stata co-produttore esecutivo della serie. Il 13 agosto 2018 venne annunciato che la serie sarebbe stata presentata in anteprima il 12 ottobre 2018. Il 5 febbraio 2019 venne annunciato che la serie era stata rinnovata per una seconda stagione composta da sedici episodi che dovrebbe essere presentata in anteprima il 26 luglio 2019.

### Casting
Il 4 giugno 2018 venne annunciato che Liana Liberato, Haley Ramm, Ajiona Alexus, Brianne Tju, Peyton List, Dylan Sprayberry, Jordan Rodrigues, Brent Rivera e Dorian Brown Pham erano stati ingaggiati nei ruoli principali della serie. Il 5 febbraio 2019 fu confermato che Liberato, Ramm e Tju sarebbero tornati per la seconda stagione. Il 3 aprile 2019 fu confermato che Rodrigues, Sprayberry e Rivera sarebbero tornati per la seconda stagione. Il 3 aprile 2019 è stato anche annunciato che Katelyn Nacon, Kira Kosarin, Froy Gutierrez, Adriyan Rae, Alex Wassabi, Alisa Allapach, Robyn Lively e Alan ed Alex Stokes si sono uniti al cast per la seconda stagione.

### Riprese
Le riprese della serie sono iniziate il 4 giugno 2018 e sono terminate il 31 luglio 2018 a Los Angeles, California.

## Accoglienza
La serie è stata accolta da una reazione mista a negativa da parte della critica alla sua première. Sul sito Rotten Tomatoes, la prima stagione ha una valutazione di approvazione del 38% con critiche con un punteggio medio di 4,33 su 10 basato su 8 recensioni.

## Premi e nomination
| Anno | Premio      | Categoria                                                         | Ricevente        | Risultato   | Note   |
| ---- | ----------- | ----------------------------------------------------------------- | ---------------- | ----------- | ------ |
| 2019 | Premio Emmy | Miglior attrice protagonista in una serie drammatica digitale     | Liana Liberato   | Candidato/a | [ 10 ] |
| 2019 | Premio Emmy | Miglior attrice non protagonista in una serie drammatica digitale | Brianne Tju      | Candidato/a |        |
| 2019 | Premio Emmy | Miglior team di sceneggiatori di una serie drammatica digitale    | —                | Candidato/a |        |
| 2019 | Premio Emmy | Miglior regia di una serie drammatica digitale                    | Alexis Ostrander | Candidato/a |        |